# Tsend-Ochiryn Tsogtbaatar
Tsend-Ochiryn Tsogtbaatar (født 16. marts 1996) er en mongolsk judoka.
Han deltog i ekstraletvægtsklassen i sommer-OL 2016 i Rio de Janeiro, hvor han blev elimineret i tredje runde.
Han vandt bronze for Mongoliet ved sommer-OL 2020 i Tokyo i letvægtsklassen i judo.